# Argulica
Argulica (macedónul: Аргулица), település Észak-Macedóniában, a Keleti körzetben, Karbinci községben.

## Népesség
| Lakosok száma | 588  | 682  | 744  | 793  | 598  | 441  | 426  | 315  | 178  |
|               | 1948 | 1953 | 1961 | 1971 | 1981 | 1991 | 1994 | 2002 | 2021 |

2002-ben 315 lakosa volt, akik közül 305 macedón, 8 török és 2 vlach.